# Kanton Fort-de-France-8
Kanton Fort-de-France-8 is een voormalig kanton van het Franse departement Martinique. Kanton Fort-de-France-8 maakte deel uit van het arrondissement Fort-de-France en telde 10.513 inwoners in 2007. Het werd zoals alle kantons van Martinique opgeheven op 1 januari 2016.

## Gemeenten
Het kanton Fort-de-France-8 omvatte uitsluitend een deel van de gemeente Fort-de-France.